# آل مديتشي
آل مديتشي (بالإيطالية: I Medici)‏ (العنوان الأصلي في الإيطالية الأطباء) هي أوبرا مكونة من أربعة فصول مع الموسيقى والنص الأوبرالي الذي كتبه روجيرو ليونكافالو. ظهرت أول مرة على مسرح دال فيرمي في ميلانو في 9 نوفمبر عام 1893. ولم يكتب لها النجاح منذ يوم عرضها في اليوم الأول، على الرغم من أن العمل كان له قيمة تاريخية بصفته من أأوائل الأعمال التي نقلت ذهنية الحياة اليومية إلى خشبة المسرح الغنائي.